# SPRay
SPRay é um jogo exclusivo para o Wii, desenvolvido pela Eko System e públicado pela Tecmo. É um jogo de ação e aventura onde o jogador vive o papel de um príncipe excêntrico, o qual deve  salvar seu vilarejo de uma rainha malvada que pretende capturar os aldeões do vilarejo e transforma-los em escravos. Depois de ser coroado com uma coroa mágica, o príncipe ganhou a habilidade de controlar dois sprays líquidos que variam de magia de acordo com a sua personalidade.  Utilizando as variações de líquidos do sprays, como água e óleo para resolver puzzles e destruir inimigos